# Великі Гарі
Великі Га́рі (рос. Большие Гари) — присілок у складі Орічівського району Кіровської області, Росія. Входить до складу Гарського сільського поселення.
Населення становить 287 осіб (2010, 315 у 2002).
Національний склад станом на 2002 рік — росіяни 98 %.